# Ministry of Economic Warfare
Das Ministry of Economic Warfare (MEW; deutsch „Ministerium für wirtschaftliche Kriegsführung“) war im Zweiten Weltkrieg ein Ministerium der britischen Regierung mit Zuständigkeit für die Aktivitäten der wirtschaftlichen Kriegsführung gegen die Achsenmächte. Es bestand von 1939 bis 1945 und übte unter anderem auch die Kontrolle über die Special Operations Executive (SOE) aus. Das Verwaltungsgebäude befand sich im Berkeley Square House, London.

## Vorgeschichte und Gründung
Die Idee zur Gründung eines Ministeriums für wirtschaftliche Kriegsführung geht auf die Erfahrungen des Ersten Weltkriegs zurück, in dem die britische Seeblockade in der Nordsee einen großen Anteil am Sieg über die Mittelmächte hatte.
In der Zwischenkriegszeit konzentrierte sich Großbritannien zunächst auf die Wiederbelebung des internationalen Handels, wobei auch die Überlegung eine Rolle spielte, die besiegten Feindstaaten durch ökonomische Rehabilitation von Revanchedenken abzuhalten. Jedoch wurde bereits 1924 auf Empfehlung des Committee of Imperial Defence (CID) ein Advisory Committee on Trading and Blockade in Time of War gegründet, welches das CID in Fragen einer ökonomischen Kriegsführung im Falle eines etwaigen größeren internationalen Konfliktes beriet. Die britischen Militärausgaben waren nach dem Kriegsende stark zurückgefahren worden, was die Notwendigkeit aufwarf, auf internationale Krisen anderweitig schnell reagieren zu können. Hierzu schien ein wirtschaftlicher Ansatz, gestützt auf die nach wie vor starke Royal Navy, erfolgversprechend.
Das Advisory Committee behandelte in den 1920er und frühen 1930er Jahren unter anderem mögliche Konflikte mit der Sowjetunion, dem aufstrebenden Japan oder dem faschistischen Italien. Gegenüber Deutschland verfolgte man – trotz dessen Wiederaufrüstung nach dem Machtantritt der Nationalsozialisten – relativ lange eine Politik des „ökonomischen Appeasement“. Erst 1937 empfahl das CID, ernsthafte Planungen für einen auch wirtschaftlich zu führenden Krieg gegen Deutschland aufzunehmen. Zu diesem Zweck wurde ein Sub-Committee on Economic Pressure on Germany gegründet, das im Sommer 1937 erstmals tagte. Zwischenzeitlich von der Krise im Fernen Osten überlagert, begann man aber erst im März 1938 unter dem Eindruck des „Anschlusses“, sich vorrangig auf einen möglichen Krieg gegen das erstarkende Deutsche Reich einzustellen.
Gegen das Votum anderer in diese Aktivitäten involvierter Ministerien und Ausschüsse, etwa des Board of Trade, empfahl das Advisory Committee Anfang 1938 die Gründung eines eigenständigen Ministeriums für wirtschaftliche Kriegsführung, sollte es zu einem Krieg unter Beteiligung des Vereinigten Königreichs kommen. Dessen Minister sollte auch Sitz und Stimme im Committee of Imperial Defence erhalten. Das Personal des neuen Ministeriums sollte in der Hauptsache vom Foreign Office kommen, das MEW also praktisch ein „Tochterministerium“ des Foreign Office werden. Die Empfehlungen des Advisory Committee wurden im März 1938 vom Committee of Imperial Defence gebilligt und in der Folge die Struktur und Stellenbesetzung des MEW provisorisch festgelegt. Im Juni 1938 empfahl das CID, einen Kontrollmechanismus für Bannware einzuführen. In der Folge wurde ein Handbook of Economic Warfare für den Dienstgebrauch ausgearbeitet.
Zur eigentlichen Gründung des MEW kam es im September 1939, als Großbritannien und Frankreich dem Deutschen Reich aufgrund dessen Überfalls auf Polen den Krieg erklärten. Zum ersten Minister of Economic Warfare wurde am 3. September der konservative Parlamentarier Sir Ronald Cross ernannt. Als Generaldirektor des Ministeriums fungierte anfangs der Ökonom Sir Frederick Leith-Ross, der seit 1932 Chief Economic Advisor der britischen Regierung war. Seinen Sitz hatte das Ministerium zunächst in einem Gebäude der London School of Economics, bevor es 1940 in das Berkeley Square House umzog. Während des Sitzkrieges unterhielt das französische Ministère du Blocus ein Verbindungsbüro in London.

## Aktivitäten
Die Aktivitäten des Ministry of Economic Warfare konzentrierten sich zunächst auf die Maßnahmen der Blockade und der Behinderung des Handels Deutschlands mit den neutralen Ländern. Die gesetzliche Grundlage bildete der Trading with the Enemy Act vom 5. September 1939. Da aufgrund der U-Boot- und Luftgefahr eine Seeblockade wie im Ersten Weltkrieg nicht realistisch war, wurden zunächst Kontrollhäfen für Konterbande deklariert, die Schiffe, die das Kriegsgebiet befahren wollten, anzulaufen hatten. Aufgrund der damit verbundenen Verzögerungen im Transport wichtiger Güter wurde bald auf das Navicert-System umgestellt. Die neutralen Länder sollten auf vielfältige Weise vom Handel mit Deutschland abgehalten werden, so auf diplomatischem Wege durch Handelsverträge mit dem Vereinigten Königreich und durch von der britischen Regierung verhängte Importlimitierungen, die nur die aktuell benötigten Güter in die betreffenden Länder gelangen lassen sollten. Über deutsche Mittelsmänner und Scheinfirmen im Ausland wurden Schwarze Listen (Statutory Lists) angelegt, die jeden geschäftlichen Umgang mit diesen untersagten. Es wurden Güter konfisziert und Guthaben des offiziellen Deutschland und dessen Auslandsagenten eingefroren. Im April 1940 wurde die United Kingdom Commercial Corporation unter dem Vorsitz von Lord Swinton gegründet mit dem Ziel, für Deutschland wichtige Waren auf dem Weltmarkt durch Aufkauf zu verknappen.
Für die direkte Kriegführung Großbritanniens lieferte das MEW Informationen durch seine im Laufe des Krieges zur eigenen Branch ausgebaute Aufklärungsabteilung. Jedoch hatten dessen Aufklärungsergebnisse aufgrund der häufig zu optimistischen Lagebeurteilungen in der britischen Intelligence einen eher schlechten Ruf. So wurden die vom MEW zusammengestellten Industrial Target Reports und Industrial Damage Reports für den strategischen Bombenkrieg gegen Deutschland vom Air Ministry und den Chefs der Bomberflotten meist ignoriert. Dennoch veröffentlichte das MEW noch Anfang 1943 den sogenannten „Bomber’s Baedeker“, der deutsche Städte anhand ihrer Bedeutung für die Kriegswirtschaft klassifizierte.

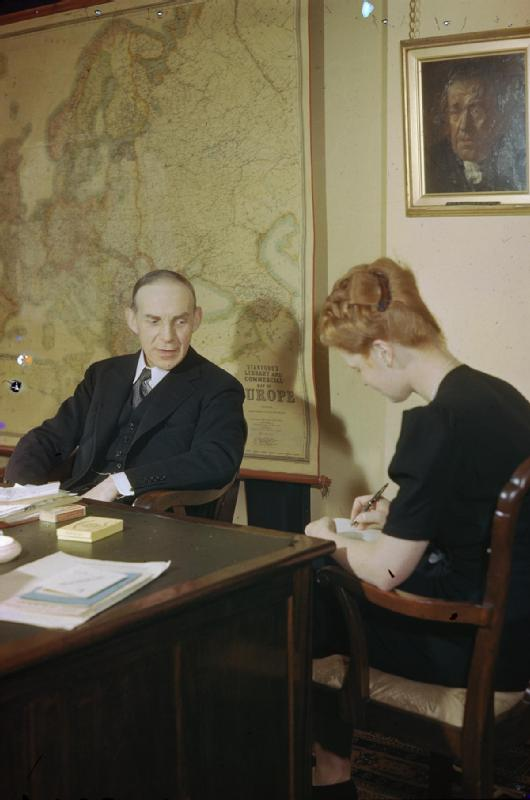
Roundell Palmer, Minister von 1942 bis 1945, in seinem Londoner Büro

Im Mai 1940 stürzte die Regierung Chamberlain und Winston Churchill bildete eine Koalitionsregierung. Das Amt des Minister of Economic Warfare ging an den Labour-Politiker Hugh Dalton über. Dieser nahm eine Reihe personeller Veränderungen vor, unter anderem installierte er Dingle Foot als parlamentarischen Staatssekretär und machte Hugh Gaitskell zu seinem Privatsekretär. Joint Directors des Ministeriums, nominell unter Leith-Ross, wurden Henry Moore, 10. Earl of Drogheda und Noel Frederick Hall. Auch gründete Dalton noch im Mai 1940 innerhalb des Ministeriums einen Economic War Council und erreichte, dass das MEW einen ständigen Vertreter in das Joint Intelligence Sub-Committee des britischen Chiefs of Staff Committee entsenden durfte. Nicht zuletzt wachte er darüber, dass die im Sommer 1940 gegründete Special Operations Executive unter die Kontrolle des MEW kam.
Durch die weitgehende Beherrschung Europas durch die Deutschen 1940 und 1941 ging die Effektivität der Arbeit des MEW zunächst stark zurück, um nach dem Kriegseintritt der USA im Dezember 1941 wieder anzusteigen. Im Februar 1942 verließ Dalton das MEW, um den Posten des Handelsministers (President of the Board of Trade) zu übernehmen, er wurde von Leith-Ross begleitet. Sein Nachfolger wurde der bisher wenig in Erscheinung getretene konservative Politiker Roundell Palmer, 3. Earl of Selborne, während Lord Drogheda die Funktion von Leith-Ross übernahm. Im Frühjahr 1942, nach der Gründung des US-amerikanischen Gegenstücks zum MEW, des Board of Economic Warfare, bildete die US-Botschaft in London ein Economic Warfare Department unter Winfield W. Riefler mit Sitz am Berkeley Square. Die Alliierten bildeten in der Folge gemeinsame Combined Economic Warfare Agencies (CEWA) für bestimmte geographische Regionen.
Mit Absehbarkeit des Kriegsendes nach der Invasion in der Normandie ging auch die Bedeutung der wirtschaftlichen Kriegsführung zurück. Wichtiger wurde die Planung für die Nachkriegsordnung und die Vorbereitung neuer Handelsbeziehungen. Ursprünglich war vorgesehen, das MEW bis Ende des Jahres 1944 abzuwickeln, und große Teile des Personals verließen das Ministerium. Letztendlich blieb das MEW bis kurz nach dem Kriegsende in Europa bestehen. Die Rolle des bisherigen MEW wurde vom Economic Warfare Department im Foreign Office, wohin auch die meisten Mitglieder des MEW wechselten, übernommen.

## Minister
- Sir Ronald Cross (ab 3. September 1939)
- Sir Hugh Dalton (ab 15. Mai 1940)
- Roundell Palmer, 3. Earl of Selborne (ab 22. Februar 1942)